# Чарножили (гміна)
Гміна Чарножили (пол. Gmina Czarnożyły) — сільська гміна у центральній Польщі. Належить до Велюнського повіту Лодзинського воєводства.
Станом на 31 грудня 2011 у гміні проживало 4574 особи.

## Площа
Згідно з даними за 2007 рік площа гміни становила 69.90 км², у тому числі:
- орні землі: 76.00%
- ліси: 18.00%

Таким чином, площа гміни становить 7.53% площі повіту.

## Населення
Станом на 31 грудня 2011:
| Опис     | Загалом | Загалом | Чоловіки | Чоловіки | Жінки | Жінки |
| -------- | ------- | ------- | -------- | -------- | ----- | ----- |
| одиниця  | осіб    | %       | осіб     | %        | осіб  | %     |
| все      | 4574    | 100     | 2252     | 49.23    | 2322  | 50.77 |
| міське   | 0       | 100     | 0        |          | 0     |       |
| сільське | 4574    | 100     | 2252     | 49.23    | 2322  | 50.77 |

## Сусідні гміни
Гміна Чарножили межує з такими гмінами: Біла, Велюнь, Лютутув, Острувек.